# جوردي غوفيا
جوردي جير جوفيا ميرلين (بالإسبانية: Jordi Jair Govea Merlín؛ مواليد 9 مارس 1999) هو لاعب كرة قدم إكوادوري محترف يلعب في مركز الظهير الأيسر مع نادي أوليمبيا ليوبليانا.

## المسيرة الكروية

### المسيرة المبكرة
ولد جوفيا في إسميرالداس في الإكوادور، وانتقل إلى إسبانيا في سن الثالثة، وانضم إلى أكاديمية كولمينار فيجو [الإنجليزية]
 في عام 2005، قبل أن يقضي موسمًا مع نادي إي إف سييتي بيكوس. كان في سييتي بيكوس حيث تم اكتشافه وتوقيعه مع نادي ريال مدريد في الدوري الإسباني، واستمر في قضاء سبع سنوات مع الفريق الذي يقع مقره في مدريد.
في يوليو 2018، انضم إلى نادي سوانزي سيتي الويلزي، الذي كان آنذاك في دوري البطولة الإنجليزية، في صفقة انتقال مجانية، حيث وقع على صفقة لمدة ثلاث سنوات. كان وقت جوفيا في سوانزي مليئًا بالإصابات؛ فبعد مشاركته في مباراة ضد توتنهام هوتسبير في أبريل 2019، غاب عن موسم 2019–20 بأكمله، واضطر إلى الانتظار حتى فبراير 2021 ليظهر مرة أخرى مع الفريق الاحتياطي للنادي – بإجمالي 687 يومًا. سجل عودته بهدف في فوز 2–0 على فريق ميلوول تحت 21 عامًا في 30 فبراير 2021.
بعد إطلاق سراحه في نهاية موسم 2020–21، تلقى عروضًا من أندية في إسبانيا وبولندا، قبل أن يعود إلى الإكوادور ويقترب من التوقيع مع إيميليك. أثناء وجوده في الإكوادور، تدرب مع نادي إنديبندينتي ديل فالي، لكنه عاد إلى بريطانيا للتجربة مع نادي برمنغهام سيتي في أوائل عام 2022، على الرغم من أن هذه التجربة لم تنجح في النهاية، ويرجع ذلك جزئيًا إلى مشاكل إصابته.

### سينسيناتي 2
وقع جوفيا مع سينسيناتي 2 [الإنجليزية]
 أحد فرق الدوري الأمريكي للمحترفين التالي [الإنجليزية]
، في 11 أغسطس 2022. في نوفمبر من نفس العام انتهى عقده، ولكن عُرض عليه تمديد، على أمل أن يقاتل من أجل مكان في فريق نادي سينسيناتي لكرة القدم، على الرغم من ظهوره مرتين فقط مع الفريق الاحتياطي.

### بيرو
بعد ظهوره أربع مرات فقط في الموسم التالي، ارتبط اسمه بالعودة إلى الإكوادور مع نادي برشلونة دي غواياكيل. ومع ذلك، فقد انضم إلى نادي بيرو البلغاري في أغسطس 2023.
في 28 أغسطس 2024، انضم جوفيا إلى نادي أوليمبيا ليوبليانا من الدوري السلوفيني الممتاز في صفقة مدتها ثلاث سنوات.

## الحياة الشخصية
شقيق جوفيا، أيمار، هو أيضًا لاعب كرة قدم محترف، ويلعب حاليًا لصالح نادي سوانزي سيتي.

## الإحصائيات

### النادي
آخر تحديث 27 أكتوبر 2023..
| النادي                              | الموسم               | الدوري                                        | الدوري | الدوري  | الكأس  | الكأس   | أخرى   | أخرى    | المجموع | المجموع |
| النادي                              | الموسم               | الدرجة                                        | الظهور | الأهداف | الظهور | الأهداف | الظهور | الأهداف | الظهور  | الأهداف |
| ----------------------------------- | -------------------- | --------------------------------------------- | ------ | ------- | ------ | ------- | ------ | ------- | ------- | ------- |
| سوانزي سيتي تحت 23 سنة [الإنجليزية] | 2018–19 [الإنجليزية] | —                                             | —      | —       | —      | —       | 2      | 0       | 2       | 0       |
| سينسيناتي 2 [الإنجليزية]            | 2022                 | الدوري الأمريكي للمحترفين التالي [الإنجليزية] | 2      | 0       | 0      | 0       | 0      | 0       | 2       | 0       |
| سينسيناتي 2 [الإنجليزية]            | 2023                 | الدوري الأمريكي للمحترفين التالي [الإنجليزية] | 4      | 0       | 0      | 0       | 0      | 0       | 4       | 0       |
| سينسيناتي 2 [الإنجليزية]            | المجموع              | المجموع                                       | 6      | 0       | 0      | 0       | 0      | 0       | 6       | 0       |
| نادي بيروي ستارا زاغورا             | 2023–24              | الدوري البلغاري الممتاز                       | 11     | 0       | 0      | 0       | 0      | 0       | 11      | 0       |
| الإجمالي                            | الإجمالي             | الإجمالي                                      | 17     | 0       | 0      | 0       | 2      | 0       | 19      | 0       |

الملاحظات
1. ↑  المباريات في كأس دوري كرة القدم الإنجليزية

## وصلات خارجية
لا توجد روابط لمواقع التواصل الاجتماعي.

- Jordi Govea على موقع قاعدة بيانات كرة القدم.إي يو (الإنجليزية)
- Jordi Govea على موقع Soccerway.com (الإنجليزية)
- Jordi Govea على موقع عالم كرة القدم.نت (الإنجليزية)
- جوردي غوفيا على LaPreferente (بالإسبانية)